# بخش کاوشامبی
بخش کاوشامبی (به انگلیسی: Kaushambi district) یک منطقهٔ مسکونی در هند است که در Allahabad division واقع شده‌است. بخش کاوشامبی ۱٬۹۰۳٫۱۷ کیلومتر مربع مساحت و ۱٬۵۹۹٬۵۹۶ نفر جمعیت دارد.